# Ue (chirilic)
Litera chirilica U drept (Ү, ү) (în limbile mongolă, kazahă, tătară, bașchiră, bureată, kalmîcă și multe altele) este o formă a literei chirilice У cu picior central drept. Este folosit pentru a reprezenta /y/.